# Rumy
Rumy (niem. Rummy A i Rummy B, 1938–1945 Rummau Ost i Rummau West) – wieś w Polsce położona w województwie warmińsko-mazurskim, w powiecie szczycieńskim, w gminie Dźwierzuty. W latach 1975–1998 miejscowość administracyjnie należała do województwa olsztyńskiego.
Jedna z najdłuższych wsi mazurskich, ulicówka o długości około 3 km, o zwartej i zabytkowej zabudowie. Na północny wschód od wsi znajdowały się łąki, powstałe po osuszeniu (jeszcze przed początkiem XX w.) Jeziora Gisielskiego i Jeziora Kaliskiego.

## Historia
Wieś lokowana w 1567 r. na prawie chełmińskim. Na początku XX w. we wsi było 1200 mieszkańców i uważana była za jedną z największych wsi na Mazurach. W 1840 r. wieś podzielona została na dwie gminy sołeckie: wschodnią (Rummy A) i zachodnią (Rummy B). W 1938 r. w ramach akcji germanizacyjnej zmieniono urzędowa nazwę miejscowości na Rummau.  

## Zabytki
- Szkoła, położona w środku wsi, zbudowana w latach dwudziestych XX w.
- Dawna kaplica baptystyczna (obecnie biblioteka, wcześniej także klub), wybudowana w latach 1863–1864 dla najstarszego zboru baptystów na Mazurach (założony w 1861 r.).
- Cmentarze za wsią: ewangelicki i baptystyczny.
- 3 stare kuźnie (w jednej obecnie znajduje się sklep).
- Młyn.